# Ryksa Polská
Ryksa/Adléta Polská (22. září 1013 – 21. května 1075) byla uherská královna, manželka Bély I.

## Život
Ryksa byla dcerou polského knížete a krále Měška II. a jeho manželky Richenzy Lotrinské. Tradičně se tato polská princezna označuje jako Ryksa, ale soudobé zdroje toto jméno nepotvrzují. Dnes se spíše předpokládá, že se jmenovala Adléta.
Ke sňatku s uherským knížetem Bélou I. došlo někdy v letech 1039 a 1043, když byl Béla na tažení proti pohanským kmenům v Pomořanech. V roce 1048 její manžel obdržel třetinu Uherska (Tercia pars Regni) jako apanáž od svého bratra, krále Ondřeje I., a manželé se tedy odebrali do Uher. V roce 1060 byl Béla korunován uherským králem poté, co svého bratra porazil a ten krátce poté zemřel.
V srpnu 1063 začal mladičký německý král Jindřich IV. organizovat výpravu, která měla za cíl dosadit jeho švagra Šalamouna na uherský trůn. Béla přišel s návrhem, že odevzdá trůn Šalamounovi a ponechá si svoje dříve údělné knížectví. Po odmítnutí tohoto návrhu dal zesílit hradní posádky a svolat vojsko. Během pobytu v Dömösi však utrpěl těžké zranění, když se pod ním zřítila stavba trůnu. Přesto vytáhl do boje a během cesty svým zraněním podlehl. Na trůn nastoupil Šalamoun, kterého tam dosadil Jindřich IV. Bélovi synové, Gejza, Ladislav a Lampert, podobně jako před lety jejich otec, našli útočiště v Polsku.

## Potomci
- Gejza (1045 – 25. dubna 1077), jako Gejza I. uherský král od roku 1074 až do své smrti,
⚭ Sofie z Loozu (1044/46 – před 1075)
⚭ Synadene Byzantská
- Ladislav (27. června 1046 – 29. července 1095), jako Ladislav I. uherský král od roku 1077 až do své smrti, ⚭ 1077/78 Adléta Švábská (?–1090)
- Lampert Uherský, biharský kníže (1074–1077) a nitranský kníže (1077–1095)
- Žofie († 18. června 1095), manželka: 1. kraňského a istrijského markraběte Oldřicha; 2. saského vévody Magnuse
- Eufémie (1045/50 – 2. dubna 1111), manželka olomouckého údělného knížete Oty I. Sličného (podle názoru některých historiků byla možná dcerou Ondřeje I.)[3]
- Helena († po r. 1091), manželka chorvatského krále Demetera Zvonimíra
- dcera neznámého jména